# ریکاردو مادورو
ریکاردو مادورو (اسپانیایی: Ricardo Maduro‎؛ زادهٔ ۲۰ آوریل ۱۹۴۶) یک اقتصاددان و سیاستمدار اهل هندوراس است. او از ژانویه ۲۰۰۲ تا ژانویه ۲۰۰۶ رئیس‌جمهور هندوراس بود.